# Morfou
Morfou (in greco Μόρφου?, traslitterato anche Morphou, in turco Güzelyurt oppure Omorfo) è un comune appartenente de facto alla Repubblica Turca di Cipro del Nord e, de iure, alla Repubblica di Cipro, con 18 946 abitanti (dati 2011).
Morfou fa parte de facto del distretto di Güzelyurt (Cipro del Nord) e, de iure, del distretto di Nicosia (Cipro).
La città è famosa per le sue arance, mele, verdure, pompelmi e meloni. Gran parte degli agrumi vengono esportati e il resto viene trasformato in succo di frutta e inscatolato per il consumo locale e l'esportazione. Morfou è anche famosa per il suo annuale Festival dell'Arancia, un evento importante che dura due settimane.

## Geografia fisica
Morfu è situata in una pianura nel nordovest di Cipro, 8 km a ovest di Kyra e 5 km a nordovest di Pano Zodeia.

### Clima
Morfou, come il resto dell'isola, ha un clima situato fra quello mediterraneo e quello semiarido, con estati calde e secche e inverni freschi e umidi.

## Origine del nome
In greco il nome, derivato da un appellativo di Afrodite, chiamata formosa o ben formata ("morphou"), significa "bel posto". Il governo turco cipriota ha adottato al posto di Morfou il nome Güzelyurt, che in turco significa "bella terra".

## Storia

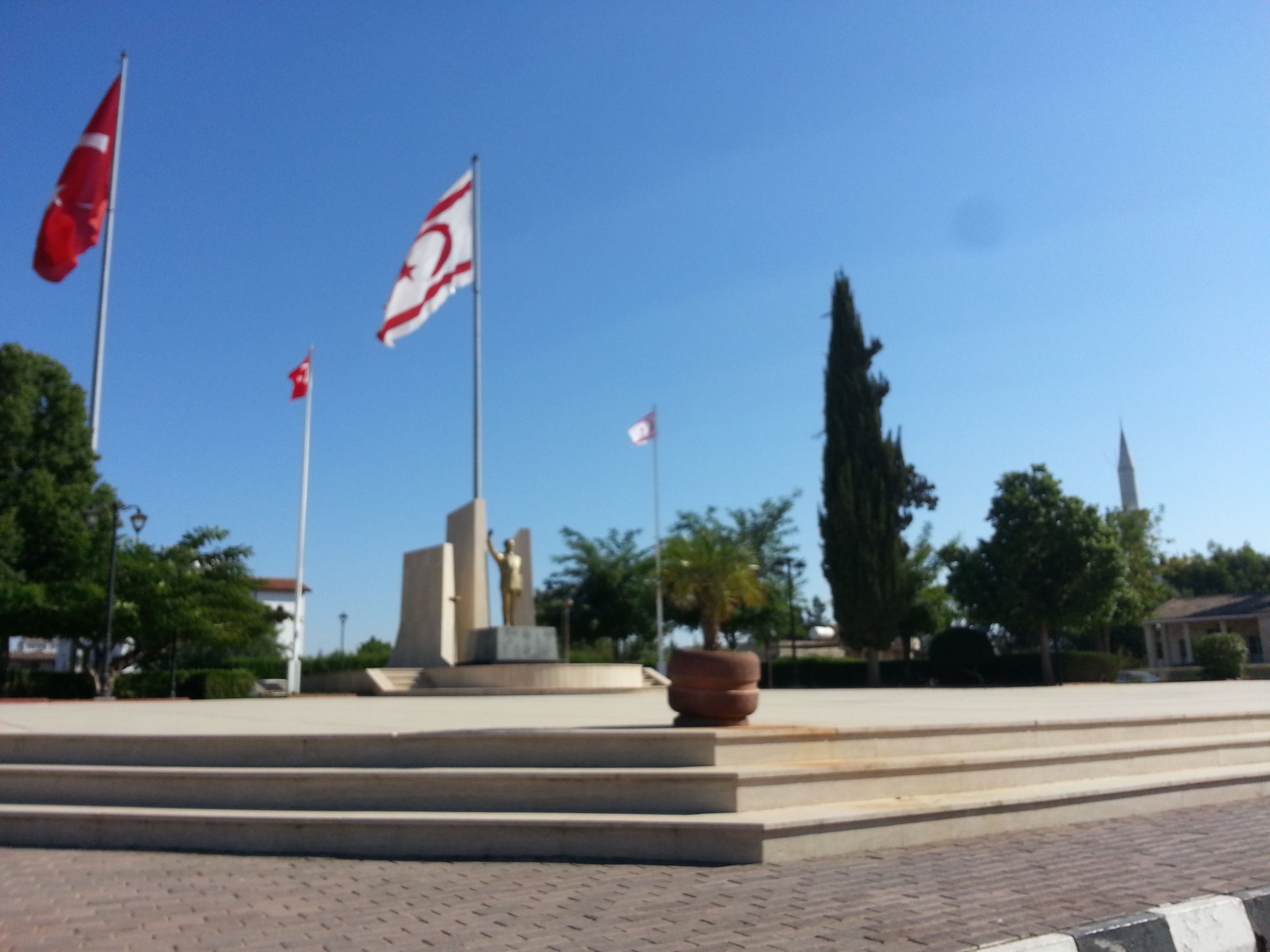
Piazza İnönü

### Insediamenti dell'età del bronzo, fondazione spartana
A nord di Morfou, è stato scoperto un insediamento in località Toumba tou Skourou, che è stato datato alla tarda età del bronzo. In questo luogo veniva lavorato il rame. L'insediamento fu distrutto tra il 1300 e il 1100 a.C., probabilmente prima del XII secolo a. C.. L'insediamento successivo è esistito fino a circa il 700 a.C. Ad Ambelia sono stati scoperti anche i resti di un insediamento della prima età del bronzo che è esistito fino ai tempi ellenistici. Una vicina necropoli conservava manufatti dal periodo geometrico a quello ellenistico.
Morfou stessa potrebbe essere stata fondata dagli spartani che introdussero a Cipro il culto di Afrodite Morpho, che era diffuso a Sparta.

### Regno di Cipro, comunità maronita
Al più tardi dopo la fine degli stati crociati (1291), giunsero a Cipro numerosi maroniti, la maggior parte dei quali parlavano arabo e si stabilirono principalmente a Famagosta. Tuttavia, una comunità sorse anche a Koruçam (turco: Kormacit) a nord di Morfou. Questo villaggio, a differenza della maggior parte delle comunità maronite i cui membri si trasferirono a sud dopo l'invasione turca, ha continuato ad esistere seppure in forma ridotta dopo il 1974. Nel Medioevo la città veniva chiamata Morfou ma anche Theomorphou. Nel 14º e 15º secolo, Morfou ospitava casalia reali, dove si coltivava con profitto la canna da zucchero con l'incoraggiamento del re di Cipro. La zona di Morfou produceva più della metà degli agrumi dell'isola.

### Dominio veneziano (1489-1571)
Nel 1489 l'isola passò a Venezia. Verso il 1528, Morfou fu venduta dalla Repubblica di Venezia al greco Efgenios Syngliticos per 28 500 ducati. Morfou era allora uno dei 20 villaggi più grandi di Cipro. Tuttavia, il Consiglio dei Dieci si riservò il diritto di riacquisto entro cinque anni. Questo fu effettivamente tentato nel 1530 e di nuovo nel 1534, questa volta addirittura utilizzando i fondi della Zecca. Per conservare Morfou e Aradippou vicino Larnaca alla fine Efgenios pagò 60 000 ducati, una somma straordinariamente alta. Egli prestò inoltre alla Signoria 20 000 ducati per un anno.

### Periodo Ottomano (1571–1878)
Nel XVI e XVII secolo, durante il periodo ottomano, Morfou era famosa per l'esportazione del lino.

### Dominio britannico (1878-1960)
Dal 1878 la Gran Bretagna assunse il controllo dell'isola. In quell'anno, la popolazione di Morfou era stimata a 3 000 abitanti. Londra istituì un sistema scolastico unificato dal 1931. A Morfou c'era un collegio greco-turco per la formazione degli insegnanti, che fu osteggiato dai nazionalisti greci, soprattutto perché vi si insegnava anche l'inglese. Nel 1896, il villaggio in crescita divenne un comune indipendente. Nelle sue vicinanze nel XIX secolo veniva coltivata la robbia,  ma nel XX secolo l'isola divenne il centro della coltivazione di arance, limoni e pompelmi, producendo il 51% degli agrumi dell'isola prima del 1974. Durante la seconda guerra mondiale, l'aviazione italiana attaccò Morfou oltre a Paphos, Nicosia e Famagosta.  Tra il 1907 e il 1948, Morfou fu una delle stazioni più importanti della Cyprus Government Railway.

### Indipendenza, guerra civile, occupazione turca (dal 1974), immigrazione
Nel 1960, Morfou contava 6 480 abitanti. Negli anni 1970, il comune aveva una notevole importanza.A dimostrazione di cio' il 12 luglio 1973 l'arcivescovo Makarios III, che era anche presidente di Cipro, fece deporre i tre vescovi dell'isola in un sinodo presieduto dal patriarca di Alessandria e nomino' i titolari di cinque sedi episcopali. Le due nuove sedi erano Famagosta e Morfou.
In seguito alla violenza intercomunitaria denominata "Natale di sangue",  nel gennaio 1964 due terzi della popolazione turco-cipriota fuggì dalla città. Prima dell'offensiva militare turca del 1974, Morfou era abitata pressoché esclusivamente da greci ciprioti (circa 9000) che furono costretti ad andarsene dopo che l'esercito turco occupò la zona il 16 agosto 1974. Dei 1618 ciprioti scomparsi, 140 erano della zona di Morfou. L'amministrazione comunale in esilio ha continuato il suo lavoro a Limassol. Dal 1974 a Morfou abitano turco-ciprioti sfollati dal sud. Queste persone provenivano da vari villaggi del distretto di Paphos e dalla città di Paphos, sebbene ce ne fossero alcuni che venivano da Limassol e dai villaggi circostanti. A causa di cio' Morfou divenne una città di rifugiati.
Dopo tre decenni in cui Morfou-Güzelyurt, a causa della sua nuova posizione presso il confine aveva subito un grave declino economico, il vescovo di Morfou Neophytos si recò nella città turca e negoziò con il governo locale. Così facendo, egli ruppe un tabù della Chiesa ortodossa, che si rifiutava di accettare l'autorità del governo turco-cipriota.  Nel frattempo, ci fu un aumento relativamente importante della popolazione. Mentre nel 1985 vivevano nel villaggio 10 179 persone, nel 1997 erano diventate 13.000 e nel 2006 erano 15.252.
Nel 2004, il Piano Annan prevedeva che Güzelyurt-Morfou e i suoi dintorni fossero assegnati al nuovo stato costituente greco-cipriota di Cipro. Tra i motivi che portarono al rifiuto del piano da parte greco-cipriota c'era il fatto che l'indennizzo per gli sfollati del 1974 era considerato troppo basso. Inoltre, solo il 20% degli sfollati sarebbe stato autorizzato a tornare nei luoghi d'origine entro un periodo di 25 anni. Al contrario, agli sfollati dei turchi di Cipro era stato concesso il diritto al ritorno. Ci furono anche critiche sulla limitata libertà di movimento nella sfera economica, così come sulla presenza permanente di unità dell'esercito turco.
Nel 2006, il villaggio aveva circa 12 000 abitanti, di cui solo 500 facevano parte della popolazione turca cipriota, mentre il resto era emigrato dalla Turchia o dal sud dell'isola. Allo stesso tempo, a causa dell'incerta futura appartenenza alla parte greca o turca dell'isola, gli abitanti vedevano la loro presenza come piuttosto temporanea. Molti dei 1 500 abitanti turchi del vicino villaggio di Doğancı, per esempio, fecero una campagna per il ritorno dei greci. Nei referendum del 2003, il 54% della popolazione del villaggio voto' a favore del piano Annan. Il 29º anniversario dell'occupazione ha avuto luogo una manifestazione per l'unificazione di Cipro, alla quale hanno partecipato anche alcuni turchi. Da allora, ogni anno in ottobre, si svolge al confine una manifestazione degli abitanti sfollati del villaggio. Un ruolo di primo piano è giocato dal sindaco in esilio, Charalambos Pittas, che è ancora in carica.

## Monumenti e luoghi d'interesse

### Architetture religiose

#### Chiesa di San Mamas

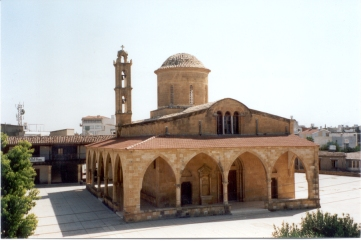
La Chiesa di San Mamas

Morfou ospita una delle numerose chiese dell'isola dedicate a San Mamas, popolarmente ritenuto un eremita vissuto in una grotta vicino a Morfou. Secondo una leggenda locale, egli era un eremita che viveva in condizioni molto povere e quando le autorità cercarono di tassarlo, lui si sottrasse. Furono mandati dei soldati i quali lo catturarono, ma mentre veniva portato in città vide un leone che attaccava un agnello, sfuggì ai soldati, salvò l'agnello, saltò sulla schiena del leone e in questo modo arrivò a Morfou. Il suo coraggio gli valse l'esenzione dalle tasse, da cui il suo attributo tradizionale.
Ora la chiesa ospita un museo con una sezione dedicata alle icone qui raccolte dalle chiese dei dintorni, e una sezione di storia naturale.

## Società

### Evoluzione demografica

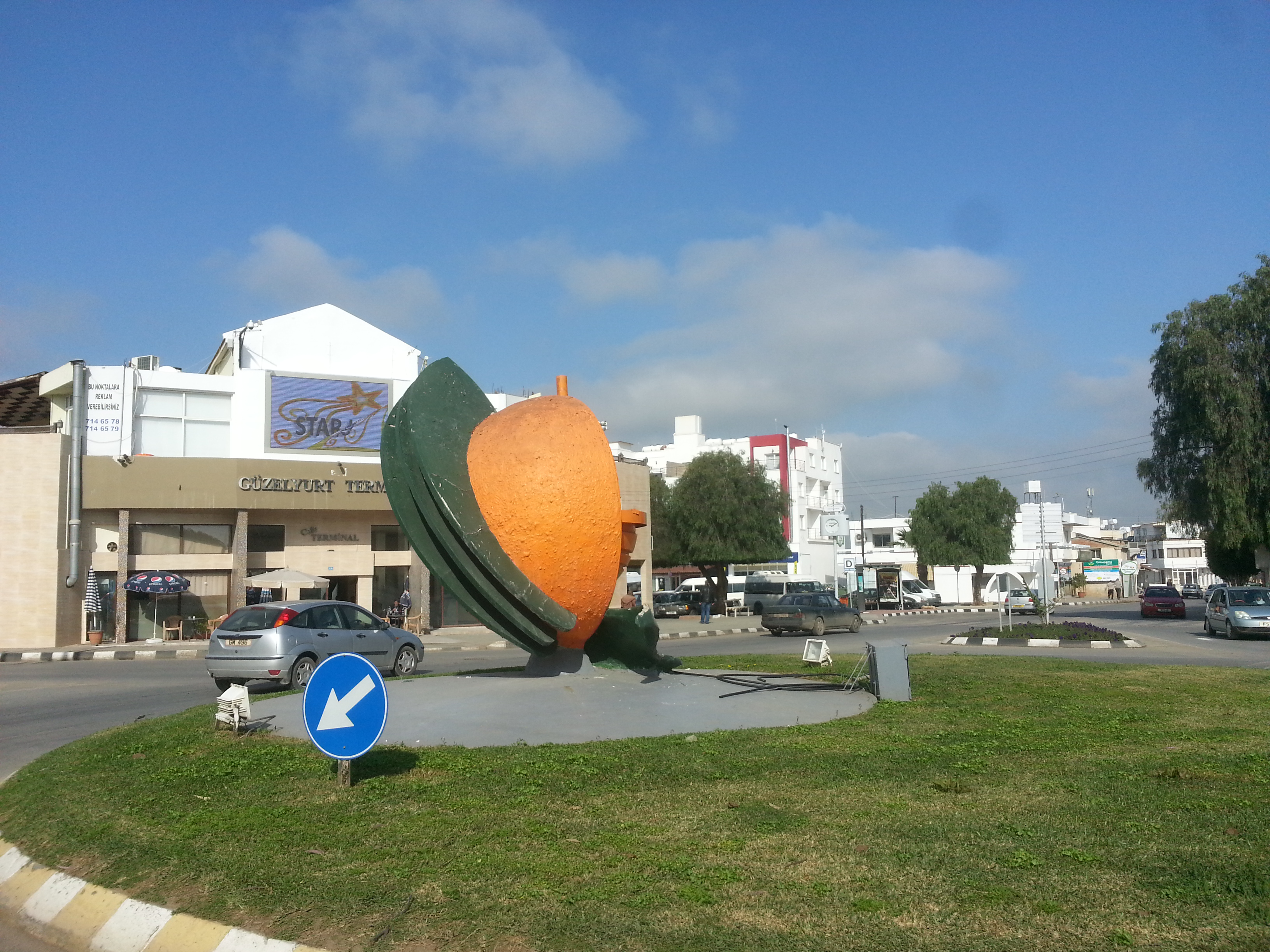
Il monumento all'arancia al centro della cittadina

Prima del 1974, Morfou era una comunità quasi interamente greco-cipriota. Secondo il censimento del 1960 era abitata da 6480 greco-ciprioti, 123 turco-ciprioti e 32 maroniti.
La popolazione di Morfou è aumentata leggermente dal 2006 al 2011.

## Cultura

### Università
Nel 2005 un'università statale turca, la Middle East Technical University, ha aperto il suo campus di Cipro del Nord a Morfou, dopo l'invito dei governi turco e turco-cipriota nel 2000.
Nel 2016, un'altra università chiamata Cyprus Health and Social Sciences University è stata fondata come università privata nel centro della città di Morfou.

### Musei
La città ospita due musei: il Museo delle Icone presso la Chiesa di San Mamas e il Museo di Storia Naturale e Archeologia di Morphou. Quest'ultimo ospita diversi esemplari di specie autoctone che vivevano a Cipro in diversi periodi, nonché antichità dall'età neolitica al periodo bizantino. La Chiesa di San Mamas ospita ancora annualmente una messa greco-cipriota.

### Teatri
Il comune gestisce anche il Teatro comunale di Morfou, un gruppo teatrale che organizza regolarmente spettacoli. Le Giornate Teatrali di Morfou vengono organizzate annualmente con la partecipazione del Teatro Comunale e di altri teatri di Cipro del Nord e Turchia. L'organizzazione ha raggiunto 5.000 spettatori nel 2014.

### Eventi
La città è nota per l'annuale Festival dell'Arancia di Morfou, che viene organizzato dal comune dal 1977.  Il festival presenta cantanti e gruppi locali e turchi (il festival del 2015 includeva molte band e cantanti tra cui Model, Pinhani e SOS), spettacoli di danza moderna e latina, rappresentazioni teatrali, sfilate di moda, spettacoli di musica e danza tradizionale, gare sportive in diversi campi tra cui calcio e freccette, e spettacoli acrobatici. Insieme al festival, la città ospita ogni anno un torneo di golf open.

## Economia

### Agricoltura
L'economia della cittadina si basa sull'agricoltura irrigua, che produce soprattutto agrumi, e sulle rimesse provenienti dagli studenti che frequentano le università. Si prevede che l'agricoltura di Morfou sarà favorita dall'aumento dell'irrigazione grazie all'acquedotto proveniente dalla Turchia.

### Servizi
Il Bandabuliya ("mercato chiuso") è un importante centro commerciale. Esso è stato costruito negli anni '30 nello stile dell'architettura coloniale britannica.

## Amministrazione

### Altre suddivisioni amministrative
I quartieri (mahalle) di Morfou sono:
- İsmet Paşa
- Lala Mustafa Paşa
- Piyale Paşa

### Gemellaggi
Morfou è gemellata con:
- Slovenj Gradec

## Sport
La città è la sede del Binatlı Yılmaz S.K., una squadra di calcio che durante la stagione 2014-15 ha militato nella KTFF 1. Lig, la seconda divisione della Federazione calcistica di Cipro del Nord. Nel 2015 la squadra ha finito la stagione al terzo posto e ottenuto la promozione nella Süper Lig. La città è anche sede del Baf Ülkü Yurdu S.K., che ha giocato nella 1. Divisione nella stagione 2015-16.